# Max Adolf Pfeiffer
Max Adolf Pfeiffer (* 22. Juni 1875 in Berlin; † 14. Januar 1957 im Haus Falkenheim in Tutzing) war ein deutscher Maschinenbau-Ingenieur und Manager in der keramischen Industrie. Unter seiner Leitung erlebte die Meißner Porzellanmanufaktur in den 1920er Jahren eine besondere künstlerische Blüte.

## Biografie
Pfeiffer war der Sohn eines Polizeihauptmanns und besuchte von 1881 bis 1888 das Friedrich-Wilhelms-Gymnasium in Berlin sowie von 1888 bis 1895 das Kaiser-Friedrich-Gymnasium in Frankfurt am Main. Anschließend studierte von 1895 bis 1899 Maschinenbau und Chemie an der Technischen Hochschule Darmstadt (1895–1896) und an der Technischen Hochschule Braunschweig (1896–1899), er schloss das Studium mit dem 1. Staatsexamen ab und ließ sich nachträglich den gleichrangigen, erst 1900 eingeführten akademischen Grad eines Diplom-Ingenieurs (Dipl.-Ing.) erteilen.

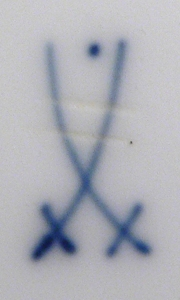
Meißener Schwertermarke während der Pfeiffer-Zeit 1924–1934 (3. Wahl)

Von 1899 bis 1901 blieb Pfeiffer zunächst als Assistent an der Technischen Hochschule Braunschweig. In den Jahren 1901 und 1902 lehrte er als Dozent am Friedrichs-Polytechnikum in Köthen (Anhalt). 1902 erhielt er eine Anstellung als Konstrukteur bei der Maschinenfabrik A. Borsig in Berlin, wechselte aber schon 1903 in gleicher Funktion zum Jacobiwerk in Meißen, das keramische Maschinen und Schlämmerei-Anlagen baute. Von 1904 bis 1908 war er Konstruktionsassistent an der Technischen Hochschule Dresden, von 1908 bis 1912 leitete er als Direktor die Schwarzburger Werkstätten für Porzellankunst in Unterweißbach (Thüringen). Seit spätestens 1913 war er Mitglied im Deutschen Werkbund.
Am 1. April 1913 wurde Pfeiffer zum kaufmännischen Direktor der Meißner Porzellanmanufaktur berufen. Noch während des Ersten Weltkriegs setzte er 1916 den Bau eines Werksmuseums durch. Ab dem 1. November 1918 leitete er die Porzellanmanufaktur als Generaldirektor. Nach Kriegsende setzte Pfeiffer sich für ein Gefallenen-Ehrenmal in Meißen ein, das schließlich in der Nikolaikirche mit einer künstlerisch und technisch anspruchsvollen Ausstattung von der Meißner Porzellanmanufaktur ausgeführt und 1929 eingeweiht wurde. Ebenfalls wurde 1929 das erste stimm- und spielbare Porzellanglockenspiel in der Frauenkirche Meißen eingeweiht, welches auf Anregung Pfeiffers in der Manufaktur Meißen entstand. Während der Jahre von 1924 bis 1934 wurde die Schwertermarke mit einem zusätzlichen Punkt oben zwischen den Klingen versehen (sog. Pfeiffer-Zeit). Durch die Produktion nach Modellen von Paul Scheurich, Max Esser, Gerhard Marcks, Ernst Barlach, Emil Paul Börner und anderen Künstlern verschaffte er der Meißner Porzellanmanufaktur eine internationale Vorrangstellung.
Nach der Machtübernahme durch die Nationalsozialisten wurde Pfeiffer am 20. Mai 1933 von seinem Amt beurlaubt und am 31. März 1934 endgültig entlassen. Gründe hiefür waren vor allem die expressionistischen Figuren Paul Scheurichs, die Gauleiter Martin Mutschmann missfielen, aber auch die allgemein künstlerische Ausrichtung der Manufaktur, die zu viel Geld verschlang. Anschließend war Pfeiffer als Berater für die Porzellanfabriken Lorenz Hutschenreuther AG Selb tätig. Von 1938 bis 1946 war er Direktor der Königlichen Porzellan-Manufaktur Berlin. Daneben leitete er von 1941 bis 1945 die Glasmanufaktur Karlsbad. Seinen Lebensabend verbrachte Pfeiffer am Starnberger See.